# Remei Prat
Remei Prat Riera (Barcelona, 11 de julio de 1997) es una jugadora de balonmano y balonmano playa española que juega de especialista defensiva.

## Trayectoria

### Playa
En el 2019 se proclamó, con la Universidad de Barcelona, campeona de Europa Universitaria.
Habitual de las selecciones inferiores españolas, con las que llegó a conseguir una medalla de bronce europeo de la modalidad, debutó con la selección absoluta en 2022 y, desde entonces, ha sido una de las fijas en las diferentes competiciones de las Guerreras de Arena.
Más de 50 partidos con la camiseta española, Remei ha logrado los mayores éxitos deportivos en el balonmano playa, en una temporada de ensueño durante el año 2023 de las Guerreras de Arena, en el que se alzó con un bronce europeo en 2023, una plata en los European Games de Cracovia 2023 y una medalla de oro en los Juegos Mediterráneos de playa, en Heraclión, también el mismo año. Esta gran temporada le llevó a estar nominada a mejor deportista femenina en los premios Fosbury.
En 2024 compitió de nuevo con la selección española, en el IHF Global Tour,subiéndose al segundo escalón del podio y en el Campeonato del Mundo, dónde España terminó en quinta posición.

### Pista
Formada en la cantera del OAR Gràcia Sabadell, ha jugado de lateral toda su carrera en pista. En la temporada 2015/16 recaló en el KH-7 Bm Granollers, con el que debutó en División de Honor. Pero su periplo por el conjunto granollerí duró sólo esa temporada por una rotura del cruzado que la tuvo en el dique seco desde noviembre de 2015. Volvió al OAR en 2017 para completar su recuperacón.
En 2019, ya recuperada, volvió a competir en el Handbol Sant Quirze, en la por entonces División de Honor Plata y, con el conjunto sanquircense ascendió a División de Honor, en la que sería su segunda incursión en la máxima división española. Con el conjunto del vallés occidental compitió hasta el 2024 en la División de Honor Oro y División de Honor Plata.
Llegó a ser llamada por la selección española promesas en el 2012.

### Clubes
- 2016-17: KH-7 Bm. Granollers
- 2017-19: OAR Gràcia Sabadell
- 2019-24: Sant Quirze

## Títulos y galardones
- 1 x  Bronce en el Campeonato Europeo de Balonmano Playa (Nazaré, 2023)[6]
- 1 x  Medalla de plata en los European Games (Cracovia, 2023)[15]
- 1 x  Medalla de oro en los Juegos Mediterráneos de playa (Heraclión, 2023)[8]
- 1 x  Medalla de plata en el IHF Global Tour (Doha, 2024)[16]

### De clubes
- Campeonato de España de Balonmano Playa (2025)[17]

### Galardones individuales
- Premio a la proyección deportiva (Sabadell, 2014)[18]